# 6391 Africano
6391 Africano este un asteroid din centura principală de asteroizi.

## Descriere
6391 Africano este un asteroid din centura principală de asteroizi. A fost descoperit pe 21 ianuarie 1990 la Observatorul Palomar de Eleanor Francis Helin. Asteroidul prezintă o orbită caracterizată de o semiaxă mare de 2,64 ua, o excentricitate de 0,13 și o înclinație de 14,3° în raport cu ecliptica.